# Пантюркізм

Прапор Тюркської ради

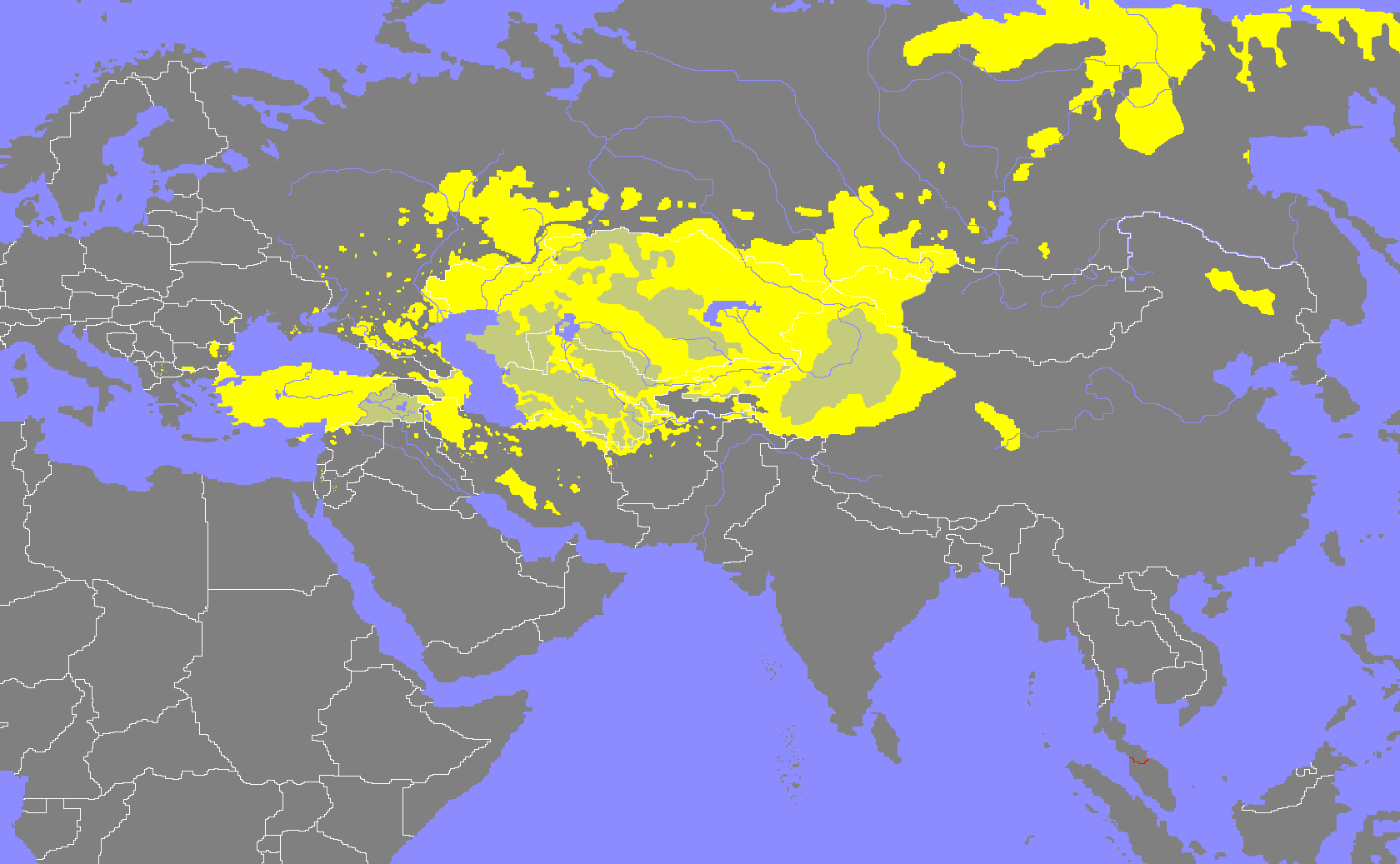
Території, на яких колись проживали або нині проживають тюркські народи

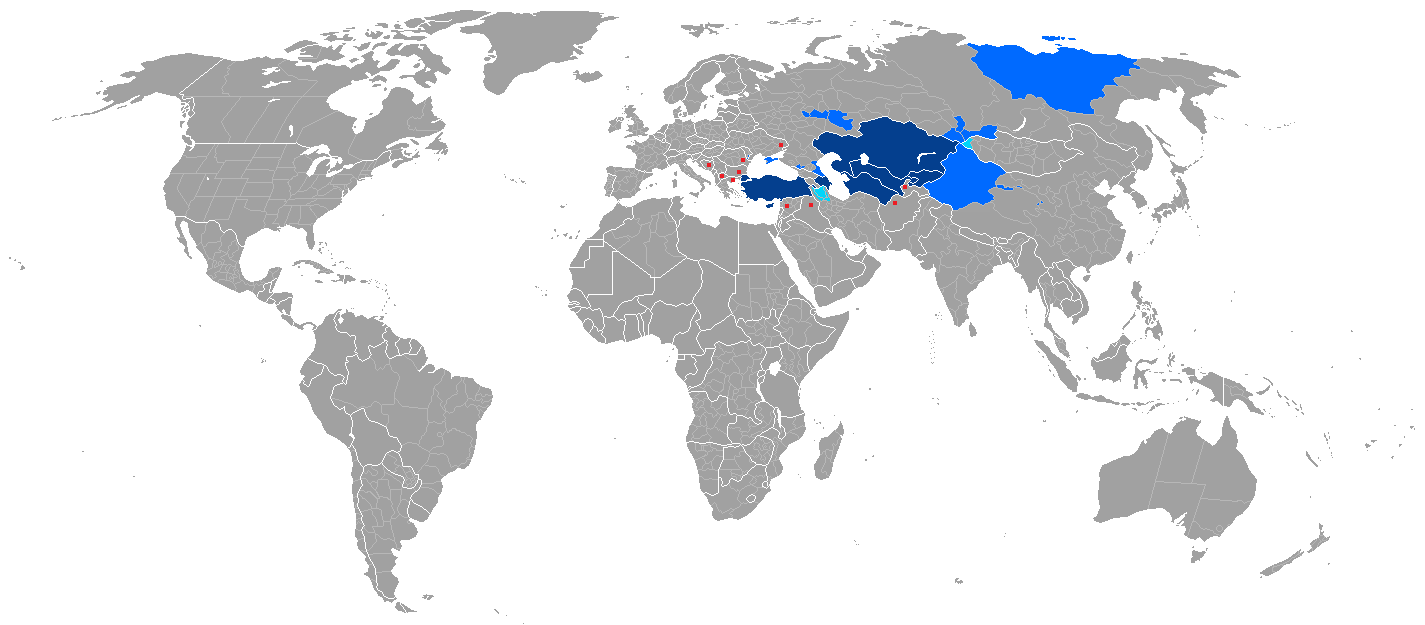
Карта поширення тюркських мов

Пантюркі́зм — доктрина, яка сповідує об'єднання всіх тюркських народів. Виникла на початку XX століття і за своєю суттю є подібною до інших доктрин консолідації споріднених етнічних спільнот, таких як панславізм, хеймоаате та панарабізм.

## Опис
Виникла під значним впливом ідей кримського татарина Ісмаїла Гаспринського (який в молоді роки був близько знайомий з відомими слов'янофілами — прихильниками панславізму) та заснованого ним руху джадидістів. Гаспринському, зокрема, належать пропозиції уніфікувати тюркські мови шляхом очищення їх від пізніших арабських і перських запозичень. Щоправда, пропозиції ці мали насамперед утилітарний характер і сам Гаспринський не робив з них політичних висновків.
Заклики до відродження тюркської культури перетворилися на політичну доктрину завдяки зусиллям видавців часопису «Тюрк», який з 1902 видавався у Каїрі. Першим маніфестом пантюркізма вважають статтю Юсуфа Акчури Och Tarzi Seyaset («Три політики»), оприлюднену в часописі у 1904 році. У 1908 ідеї Акчури розвинув Алі Гусейн-заде у статті Turkuleshmek, Islamlashmak, Zamanlashmak («Тюркізація, Ісламізація, Модернізація»).
Пантюркізм його засновниками виразно протиставлявся панісламізму як доктрині консолідації усіх мусульманських народів на підставі їхньої культурно-релігійної близькості.
У 1912 з'явився роман Eni Turan («Новий Туран»), авторами якого були Зія Ґокальп и Халіде Едіб Адивар. В їхній інтерпретації пантюркізм набув відверто націоналістичних і навіть расистських рис. Символом «тюркської раси» була проголошена вовчиця Асена, яку нібито вшановували усі тюрки до прийняття ісламу.